# Primera guerra de Mysore
La Primera Guerra de Mysore (1767-1769) va ser una guerra a l'Índia entre el sultanat de Mysore i la Companyia Britànica de les Índies Orientals. La guerra va ser instigada en part per les maquinacions d'Asaf Jah II, nizam d'Hyderabad, que va tractar de desviar els recursos de la companyia per intentar prendre el control dels Circars Septentrionals.

## Antecedents
El segle XVIII va ser un període de gran agitació en el subcontinent indi. Si bé el segle es va obrir amb la major part del subcontinent sota el control de l'Imperi Mongol, la mort el 1707 de l'emperador Aurangzeb va resultar en la fractura de l'imperi, i una lluita entre els virreis i altres governants locals, entre si pel territori. En la dècada de 1740 i 1750 les empreses colonials francesa i britànica es va fer més activa en aquestos conflictes locals, i a la Tercera Guerra del Carnàtic (1757 - 1763) els britànics no només havia guanyat punts de suport sòlids a Bombai, Madràs i Calcuta, sinó que també hi havien marginat, però no elimina del tot, la influència d'altres potències colonials. Les seves possessions a Madras estaven fortament influïdes pels tractats amb el nawab del Carnàtic, Muhammed Ali Khan Wallajah, el territori del qual envoltava Madras.
Les altres grans potències eren els Nizam d'Hyderabad, un antic virregnat de l'Imperi Mogol, però que va declarar la independència el 1724, dirigit a la dècada de 1760 per Asaf Jah II, i el sultanat de Mysore, que ocupava l'altiplà entre els Ghats Orientals i els Ghats Occidentals, les serres que separaven les planes costaneres de l'Índia des de l'interior. Nominalment governat per la dinastia Wodeyar, el control efectiu de Mysore havia passat el 1761 a l'astut i despietat cap militar musulmà Haidar Ali. Cada un d'aquests poders intrigava amb i contra els altres, i va tractar d'utilitzar el poder de les companyies colonials franceses i britàniques per servir als seus objectius. Les potències colonials van tractar d'influir en els poders locals per obtenir ja sigui el control directe del territori, o dels ingressos provinents de territori controlat nominalment per un governant local en deute amb ells pel suport financer i militar.
Atès que la formació militar europea era significativament millor que les pràctiques locals, aquesta última fou particularment important, un petit nombre de forces disciplinades europees o amb instructors europeus podien derrotar els exèrcits indis significativament més gran, composta principalment d'infanteria mal entrenada i de cavalleria

## Les causes de la guerra

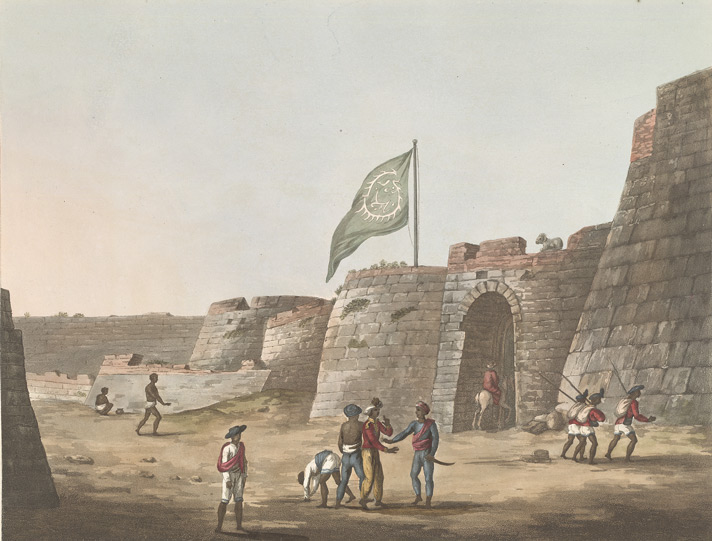
La bandera del Sultanat de Mysore

La Companyia Britànica de les Índies Orientals, a la recerca d'una connexió terrestre entre els seus dominis a Madras i els de Bengala, va tractar d'accedir als Circars del Nord, una sèrie de territoris costaners en mans dels francesos fins a 1758, quan va ser expulsats amb el suport militar britànic. Van sol·licitar al nizam a pagar un lloguer pel territori molt per sobre del que el nizam rebia del nabab d'Arcot, però el nizam va rebutjar les seves ofertes. Lord Robert Clive va dirigir llavors a l'emperador mogol Shah Alam II, que l'agost del 1765 va emetre un decret que atorgava els drets en aquest territori a la Companyia. Al mateix temps, el Nizam acordava una aliança amb els marathes. Tant el nizam com els marathes del peshwa, Madhav Rao I estaven preocupats per l'amenaça d'expansió plantejada per Haidar Ali. Després d'ajudar els marathes contra la revolta d'un dels seus vassalls el 1765, els aliats van començar a desenvolupar plans d'envair Mysore.
Quan els britànics van començar a ocupar els Circars del Nord el març de 1766, el nizam s'hi va oposar, enviant cartes d'amenaça a les autoritats de la Companyia a Madras.
 Va considerar anar a la guerra contra la Companyia, però la seva mala situació financera ho va fer impossible. En canvi, va negociar un tractat amb la Companyia el novembre de 1766. Sota els seus termes, la Companyia va obtenir quatre dels cinc Circars (Guntur, el cinquè, que havia estat concedit al fill del nizam com jagir, havia de ser entregat a la mort del fill) a canvi de 7 lakhs de rupies o suport militar al nizam en els seus esforços. Un historiador descriu l'acord del nizam en aquest tractat com motivat per les necessitats financeres, però diu que estava "ressentit" del poder anglès. D'acord amb aquest tractat, la Companyia va concedir dos batallons de tropes al nizam. Segons el tractat, no hi havia límits quant al nombre de tropes que el nizam podria demanar, ni hi havia control dels usos (ofensiva o defensiva) al que les podia dedicar. El conflicte entre les autoritats de Madras i Muhammed Ali Khan Wallajah i Haidar Ali, s'estava coent a foc lent.
Muhammed Ali Khan Wallajah, aliat dels britànics, el territori dels quals envoltava, estava molest perquè Haidar va donar refugi a alguns dels seus oponents, incloent al seu germà gran Mahfuhz Khan, i a Raja Saheb, el fill de Chanda Saheb, un anterior pretendent al tron del Carnàtic. Haidar Ali es va molestar perquè els britànics havien establert un lloc fortificat a Vellore, i perquè la Companyia havia rebutjat en diverses ocasions la seva oferta d'aliança; una oferta que va fer a finals de 1766 va ser rebutjada pel fet que el consell de la Companyia local el va considerar incompatible amb el tractat signat amb el Nizam.

## Curs de la guerra
La guerra va començar el gener de 1767, quan el marathes, possiblement anticipant-se als moviments del nizam, van envair el nord de Mysore. Van arribar tan al sud com el riu Tunghabadhra, abans que Haidar va entrar en negociacions per posar fi a la invasió. A canvi del pagament de 30 lakhs de rupies els marathes va accedir a retirar-se al nord del riu Kistna, el març, i quan el nizam va començar la seva invasió, ja s'havien retirat.
D'acord amb l'historiador de Mysore, Mark Wilks, aquesta acció dels marathes va ser una acció típica per adquirir riqueses que d'una altra manera podrien ser reclamades per altres bel·ligerants. El nizam va avançar fins a Bangalore, acompanyat per dos batallons de les tropes de la Companyia sota el comandament del coronel Joseph Smith. Al maig, Smith va descobrir que Haidar i el nizam estaven negociant un acord d'aliança i, per tant, es va retirar amb la major part de les seves tropes a la frontera del Carnàtic. L'acord assolit entre els dos poders anomenats, procurava que s'unissin contra els britànics. Haidar havia de pagar 18 lakhs de rupies lahks per a la invasió fins al final, i el Nizam reconeixia al fill de Haidar Tipu Sultan com nawab del Carnàtic una vegada que el territori fos conquistat. Malgrat l'acord, ambdues parts van mostrar poca confiança l'una amb l'altre; es va saber que Haidar va posar espies al campament del nizam. Aquestes maniobres diplomàtiques van donar lloc a un atac contra un lloc d'avançada de la Companyia a Changama per forces combinades de Mysore i Hyderabad sota el comandament d'Haidar Ali. Malgrat que de manera significativa superaven en nombre a les forces britàniques (les estimacions britàniques donen la mida de l'exèrcit aliat en 70.000 homes, per 7.000 els britànics), els aliats van ser rebutjats amb grans pèrdues. Haidar es va traslladar de lloc i va capturar Kaveripattinam després de dos dies de setge, mentre que el coronel Smith, que manava a Changama, finalment es va retirar a Tiruvannamalai a l'espera de subministraments i reforços. Allí Haidar va atacar de nou, i es va lliurar la batalla de Tiruvannamalai on fou decisivament rebutjat el 26 de setembre de 1767
Amb l'inici de la temporada del monsó, Haidar va optar per continuar amb la campanya en lloc d'adoptar la pràctica habitual de suspensió les operacions de suspensió a causa de les difícils condicions del clima que es creaven per als exèrcits. Després d'ocupar alguns llocs menors d'avançada, va assetjar Ambur el novembre de 1767, obligant als britànics a reprendre la campanya
Els comandant britànic de la guarnició es va negar a rebre els suborns oferts per Haidar, a canvi del lliurament, i l'arribada d'una columna de socors a principis de desembre va obligar a Haider a aixecar el setge i es va retirar cap al nord, cobrint els moviments de les forces del nizam, però es va desanimar quan un cos de cavalleria del nizam format per europeus, es va passar als britànics. El fracàs d'aquesta campanya, combinat amb l'èxit dels avenços britànics al nord de Circars i negociacions secretes entre els britànics i el nizam, va portar a una divisió entre Haidar i el nizam. Aquest últim es va retirar de nou a Hyderabad i, finalment, va negociar un nou tractat amb la Companyia britànica el 1768.
Haidar, pel que sembla, buscava posar fi al conflicte, i va fer propostes de pau als britànics, però van ser rebutjades. A principis de 1768, les autoritats de la Companyia a Bombai van organitzar una expedició als territoris de Mysore a la costa de Malabar. Haidar havia establert una petita flota, basada principalment en el port de Mangalore, a mitjans de la dècada de 1760. Aquesta flota, que els britànics van quantificar en deu vaixells, va desertar en massa, pel que sembla perquè els capitans no estaven contents amb Lutf Ali Beg, un oficial de cavalleria de Mysore, com a comandant de la flota. A causa d'un engany britànic, Lutf Ali Beg també va retirar gran part de la guarnició de Mangalore cap al que ell veia com un objectiu britànic, Onore. Els britànics llavors van ocupar Mangalore amb mínima oposició, al febrer.
Aquesta activitat, combinada amb la pèrdua del Nizam com aliat, va portar a Haidar a retirar-se del Carnàtic, i es va moure ràpid cap a la costa Malabar. Va enviar el seu fill Tipu Sultan al davant, i Haidar va seguir, i, finalment, va tornar a prendre Mangalore i els altres ports en mans de les forces britàniques. També van imposar impostos addicionals com a càstig en contra dels districtes Nair rebels que havien donat suport als britànics.
Durant l'absència de Hyder del Carnàtic, els anglesos van recuperar molts llocs que Haidar havia capturat i on només havia deixat guarnicions dèbils, i van avançar fins al sud de Dindigul. També van convèncer els marathes per entrar en el conflicte, i una gran força d'aquestos, sota el comandament de Morari Rao, es va unir al coronel Smith a Ooscota a principis d'agost de 1768 Aquest exèrcit va iniciar els preparatius per assetjar Bangalore, però Haidar va tornar a Bangalore des de Malabar el 9 d'agost, a temps per fustigar als aliats abans que el setge pogués començar. El 22 d'agost Haidar va atacar als marathes al seu campament i va lliurar la batalla de Ooscota però va ser rebutjat amb grans pèrdues.
Haidar va fracassar després en un intent d'impedir l'arribada d'una segona columna britànica al camp dels aliats; la importància d'aquestes forces combinades el va convèncer de retirar-se de Bangalore cap a Gurramkonda, on es va veure reforçat pel seu cunyat. També va intentar mesures diplomàtiques per evitar el setge de Bangalore, oferint de pagar deu lakhs de rupies i atorgar altres concessions de terres a canvi de pau. Els britànics van respondre amb una llista agressiva de demandes que incloïen el pagament de tribut al nizam i grans concessions de terres a la Companyia Britànica de les Índies Orientals. Haidar específicament va refusar tractar amb Muhammed Ali Khan Wallajah, les terres del qual era on es va desenvolupar gran part de la lluita, que era un home que no li agradava gens. Les negociacions no van arribar bon terme. El 3 d'octubre, Haidar, mentre traslladava el seu exèrcit de Guuramkonda cap a Bangalore, va sorprendre una petita guarnició de Muhammed Ali Khan Wallajah en un fort rocós anomenat Mulwagal, prop d'Ooscota. Reforços britànics van ser enviats, i el coronel Wood va ser capaç de recuperar la fortalesa inferior, però no la situada a la part superior. L'endemà va sortir amb algunes companyies d'homes a investigar els moviments que podria haver estat la cobertura pels reforços de l'enemic. Aquesta petita força, que sumava quatre companyies, fou rodejada per Haidar a la batalla de Mulwagal. Una estratagema d'un altre oficial, el coronel Brooks, va evitar la pèrdua d'aquest destacament; Brooks amb dues companyies va posar els canons en una altura propera i va cridar: " ¡ Smith Smith !" mentre disparava els canons. Les dues parts van interpretar això com que el coronel Smith estava arribant amb la resta de la força, i les tropes de Haidarr es van començar a retirar. Això va permetre al coronel Wood reunir-se a Brooks i altres reforós de Mulwagal abans que Haidar s'adonés que havia estat enganyat. Llavors Haidar va renovar el seu atac, però va ser rebutjat amb grans pèrdues al final s'estimava que havia perdut uns 1.000 homes, mentre que el britànics en van perdre només uns 200 La gravetat del conflicte va convèncer el coronel Smith que no podria assetjar efectivament Bangalore sense infligir una gran derrota a Haidar en una batalla oberta.
Funcionaris de la Companyia van culpar a Smith per no derrotar definitivament Hyder, i el van cridar a Madras. Haidar va aprofitar l'oportunitat per assetjar Hosur, i el coronel Wood va marxar per fer aixecar el bloqueig de la ciutat. Quan Wood es va acostar, Haidar va aixecar el setge, passant d'amagat al voltant de la columna de Wood, i va atacar al seu tren de bagatge prop Bagalur al districte de Krishnagiri. Haidar va capturar els subministraments i armes, i va rebutjar a un Wood en desgràcia cap a Venkatagiri. Wood fou cridat a la seu de la Companyia i substituït pel coronel Lang. Haidar llavors va aixecar forces addicionals a Mysore, i va passar a l'ofensiva. El novembre del 1768 va dividir el seu exèrcit en dos, i va creuar els Ghats cap al Carnàtic, recuperant el control de molts llocs menors de mans dels britànics. Haidar En el camí a Erode va capturar un contingent de britànics, que van ser enviats com a presoners a Seringapatam quan es va establir que un dels seus oficials estava lluitant en violació d'un acord de llibertat condicional.
Després d'establir ràpidament el control sobre gran part del sud de Carnàtic, es va dirigir cap a Madras Això va portar als britànics a enviar un representant per discutir la pau,. A causa de la insistència d'Haidar que el nabab de Carnàtic havi de quedar exclòs de la negociacions, no es va arribar enlloc. Haidar 
llavros va sorprendre a autoritats de la Companyia mitjançant una força escollida de 6.000 homes de cavalleria i un petit nombre d'infants, i va fer tres dies de marxa forçada amb 130 km arribant a les portes de Madras. Aquesta demostració de força va obligar a la Companyia a seguir negociant, ja que Madras havia quedat gairebé indefensa pels moviments militars que buscaven contrarestar les de la principal força d'Haidar Haidar, que buscava influència diplomàtica contra els marathas, volia una aliança de mútua defensa i ofensiva. La Companyia es va negar a adherir-se a un tractat d'ofensiva militar, però en el tractat signat a Madras el 29 de març de 1769 hi havia termes pels que cada un d'ells aniria en suport de l'altra en cas d'atac.

## Conseqüències
Hyder Ali, pel que sembla encoratjats per l'acord de suport dels britànics, va entrar en guerra contra els marathes el 1770, i va demanar el suport britànic quan els marathes van penetrar en territori de Mysore. Els britànics es van negar a assistir-lo, tot i que també foren arrossegats al conflicte amb el marathes en la dècada de 1770. Les batalles d'Haider no van acabar totalment fins a finals de 1779, quan els marathes van negociar una aliança amb ell i el nizam contra els britànics. Això va portar a l'inici de la Segona guerra de Mysore el 1780. Aquest conflicte va devastar gran part de la Carnàtic, i va fallar igualment a resoldre de manera decisiva les diferències entre Mysore i els britànics. La resolució final no fou fins al 1799 amb la derrota i assassinat del fill d'Haidar Tipu, i la restauració de la dinastia Wodeyar com a vassalls britànics.